# Věra Kopecká
Věra Kopecká (* 14. července 1951 v Turnově) je česká pedagožka, básnířka a překladatelka z polštiny.

## Život
Narodila se 14. července 1951 v Turnově. Do maturity žila v Jablonci nad Nisou, od roku 1992 bydlela v Broumově, nyní žije ve Křinicích. Od roku 2000 je organizátorkou Dnů poezie v Broumově a od roku 2006 členkou Východočeského střediska Obce spisovatelů. Vystudovala učitelství matematiky a deskriptivní geometrie na Karlově univerzitě. V letech 1980–1985 absolvovala na Lidové konzervatoři v Praze obory umělecký přednes, divadlo poezie a literární tvorba.
Píše od studentských let. Vydala více než dvacet sbírek poezie. Je laureátkou mnoha literárních soutěží. Účastní se mezinárodních literárních festivalů a setkání v Čechách i v Polsku a na výtvarných plenérech. Organizuje česko-polské broumovské Dny poezie (konají se od r. 1997; v roce 2021 proběhl už 22. ročník tohoto festivalu, v roce 2024 25. ročník).
Překládá a vydává poezii svých přátel. Fotografuje krajinu, měla řadu výstav v Čechách i v Polsku. Zabývá se rovněž tradičními lidovými technikami a řemesly.

## Dílo

### Počátky
Básně Věry Kopecké se nejdříve začaly objevovat v časopisech (Svoboda, Učitelské noviny, Kmen aj.), její verše byly recitovány v Čs. rozhlase, v Rubínu, ve Viole, v pořadech Hudební mládeže.

### Zvláštní formy
Věnce sonetů
Knižním debutem se stal v roce 1989 Věnec sonetů z napadaného sněhu ve sborníku Prvovýstupy: verše devíti autorů. Tímto cyklem znělek vyjadřuje prvotní fascinace milostným citem, láskou, na pozadí zimních metafor a obrazů.
V roce 1998 pak V. Kopecká vydává Nekonečný život: věnec sonetů. Námětem cyklu je mateřská láska. Myslí na svou maminku, když se autorka sama stává matkou.
Věnec sonetů Na prahu dne (2014) z konce roku 2012 opěvuje milostnou naději, naději na lásku a kterou nám dává láska.
Příběh světla a tmy (2014) je věnec sonetů věnovaný životnímu příběhu osleplého polského malíře a sochaře Stanislawa Olszamowského.
Haiku

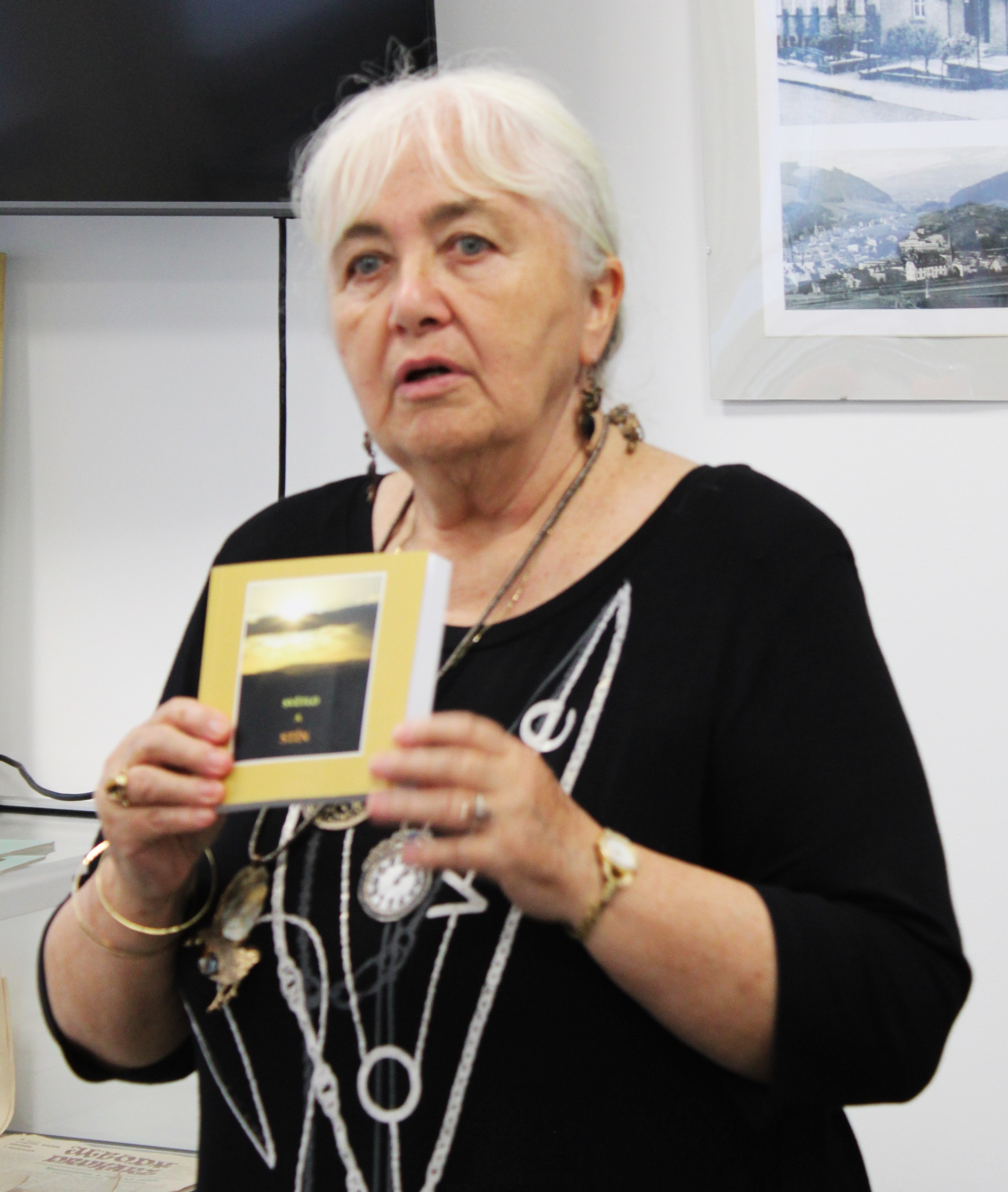
Věra Kopecká (2023)

První sbírka haiku Toulavý měsíc (2001) je psaná původní japonskou strofickou formou, pravidelným trojverším. Tento tvar se objevuje ještě, volným veršem přetvořen a rozvinut, v dalších třech básnických sbírkách bibliofilského formátu, buď jako čtyřverší (Stepní běžec, 2006), šestiverší (Ve stínu netřesků, 2010) či pětiverší (Architektura času, 2013). Ve všech se inspiruje kouzlem okamžiku viděného prizmatem přírodní metafory.

### Ostatní básnická tvorba
Většina básnických sbírek je psána volným veršem, tu a tam pracujícím s rýmem či jazykovou hrou, básně jsou různé formou, délkou veršů, strof i jednotlivých čísel a jsou přiměřené vždy zážitku, který vyslovení vyvolal. Básně jsou plynoucím proudem, vzájemně se doplňují a jejich uspořádání do sbírek není až tak striktní, i když najdeme i oddíly tematicky vnitřně víc související. Verše přinášejí přítomnost v prožitku se všemi jejími významy. Rozmanitostí básní přitom není setřena skutečnost, že vypovídají většinou o tomtéž – o touze, milostném hledání, o samotě, o odvanutých snech, o tíži reality, o tom, co život, jak jde, dává a bere. Tak se sem postupně dostává to, čím básnířka žije, v poslední době i reflexe jejích tvůrčích a organizačních aktivit.
Samostatně V. Kopecká začíná publikovat v roce 1992, což zřejmě souvisí s nebývalým rozvojem možností veřejného vystoupení po roce 1989. Tímto druhým debutem, který vydala nákladem vlastním a založila tak vlastně celou ediční řadu, je sbírka básní O snech a vině (1992). Tematicky se tu prolínají sociálně kritické verše s ozvuky milostného života nebo přírodní lyrikou.
V nakladatelství Broumovsko V. Kopecká vydala postupně tři publikace: Kámen a světlo (1997), Kolumbus v Posázaví (1997) a Na slepé koleji láska (1998).
Kámen a světlo se člení se do čtyř oddílů. Večerní krajina soustřeďuje přírodní popisy, Kámen a světlo pak milostné básně, Půlnoční stín verše milostné deziluze a Netřesky jednotlivé reflexe. Z několika náznaků můžeme usuzovat na to, že se učila práci se slovem u Jana Skácela.
Oddíly sbírky Kolumbus v Posázaví a často i básně v nich nesou v záhlaví názvy posázavských lokalit – verše jsou zřetelně inspirovány Posázavím i s jeho zápory. Básněmi se vine milostný podtón.
Za sbírku Na slepé koleji láska získala V. Kopecká v literární soutěži Šrámkova Sobotka v roce 1994 v I. kategorii (básně a soubory básní) čestné uznání. Klíčem ke sbírce je poznámka na klopě knížky, vypovídající o tom, že jejím tématem je „láska, láska nelegalizovaná, poznamenaná strachem a nejistotami“.
Sbírka Převržená hnízda (1999) je rozvržena do tří oddílů – Jizerskou stopou, Převržená hnízda a Slepý pasažér. Obsahují básně životní deziluze, o tvůrčím i životním snažení a milostných peripetiích.
Sbírka Za oponou noc (2000) mapuje v prožitkovém deníku podoby noci.
Celkem 90 čísel sbírky Malá obrazárna ticha (2000) se rozpadá do tří částí. První oddíl Rozbité okno je vyslovení deziluze a samoty. Východisko protagonistka nalézá v lásce. Slunce v bukovém listí, oddíl druhý, líčí milostný příběh v jeho peripetiích a zákrutách od začátku do konce. Na závěr je postavena Malá obrazárna ticha, dobírající se vyslovení životní moudrosti.
Spolupráce s polskými básníky (od r. 1998 je V. Kopecká členkou Skupiny Básníci ’97 (Grupa Poeci ’97) a od r. 2001 čestnou členkou Polsko-české skupiny „Básníci ’97“) začíná nést své plody. Ve sbírce básní Jesienna wiadomość = Podzimní poselství (2002) máme tu vedle sebe polský překlad a český originál, z češtiny jej přeložil Krzysztof Karwowski. Českou předlohu tvoří 42 básní, záblesků a okamžiků přírodní lyriky prokládané milostnými rezonancemi založenými většinou na přírodních metaforách.
Pro sbírku Hořce (2003) je příznačné přání „Kdo v dobrém přichází/ ať vejde“. V milostném životě se básnířka pohybuje od uspokojení po deziluzi, najdeme tu i místa společensky kritická.
I ve sbírce Vybírání kamenů (2007) se prolíná kritika společenské skutečnosti s milostnými prožitky. Smysl života pak nachází ve „vybírání kamenů“, inspirovanému vybíráním kamenů z polí.
Básně sbírky Mezi večernicí a jitřenkou (2008) vypovídají o milostném hledání.
Druhou polsky vydanou sbírkou V. Kopecké je výbor z básní Śladami cieni (Po stopách stínů; 2009). Z češtiny do polštiny jej přetlumočil Kazimierz Burnat.
Stýskání a deziluze jsou vysloveny sbírkou Tanec skal (2010). Oddíl Pláč slunce se soustřeďuje na společenskou kritiku současnosti. Obrazy části Stopy v písku jsou inspirovány zážitkem moře.
První oddíl sbírky Dívka na břehu moře (2011) je svého druhu básnický deník, přinášející typologii prožitých dnů (podobně jako byla sbírka Za oponou noc stopováním podoby nocí). Druhý oddíl přináší básně věnované lidem, se kterými se básnířka setkala na své životní a tvůrčí pouti. Jsou to většinou polští básníci, překladatelé, hudebníci, malíři. Třetí oddíl čerpá ze setkání s mořem jako zřídla zážitku a metafor milostných veršů.
Reprezentativní kniha veršů a fotografií V. Kopecké Broumovsko – můj adoptivní domov (2012), vydaná jí ve spolupráci s Agenturou pro rozvoj Broumovska, je věnována „všem, kteří milují tento kraj a usilují o zachování jeho krás“. Jsou to dva pohledy na milovanou krajinu, fotografický a básnický ve vzájemné konfrontaci, doplňování a harmonii, jako obraz kraje a jeho básnický překlad vedle sebe.
Jako nakladatelka V. Kopecká vydala druhý polský výbor svých veršů pod názvem Zaproszenie na wernisaż (Pozvánka na vernisáž), 2013. Do polštiny jej přetlumočili polští básníci Kazimierz Burnat, Władysław Klępka, Edward Kostka, Andrzej Niżewski, Antoni Matuszkiewicz a Anna Elżbieta Zalewska.
Ve sbírce Slova na vodě (2015) přetváří po svém formu sonetu inspirována svou zkušeností s haiku a volným veršem vůbec, ale ukazuje, že stále umí i jeho tradiční podobu. Začíná přírodní lyrikou (Voda na udici), pokračuje lyrikou milostnou (Ze dna studny), přes motivy tíhy života (Vlny o břeh) a momentky životního hledání (Hledání pramene) po úvahy o tvorbě a smyslu života (Kola na vodě).
Různotvarý volný verš naplňuje Padající hvězdy (2016). Oddíl Na udici tmy obsahuje do sebe uzavřené lyrické miniatury, Hladina noci milostnou lyriku, Paprsek nad hladinou přemýšlí o životě a co mu dává smysl; téma zde určuje rozsah básně.
Otisky v písku (2016) patří do série ohlasů haiku, ale zároveň i formy sonetu. Sloky ve schématu 4 – 3 – 2 – 1 verš jsou pointovány veršem posledním. Zpracovávají otisky okamžiku či životního pocitu, který shrnuje pointa „ještě si stýskám, tedy jsem“.
Volný verš Krajiny v oblacích (2017) se snaží zachytit „okamžik prchavý uvízlý v síťce dní“ ve třech oddílech – Oblázky, Krajina v oblacích a Čekání na déšť.
Jen z různých náznaků zjišťujeme, že sbírka Řeka žízní (2019) je autorčiným básnickým deníkem, průvodcem jejím rokem, jejím pobytem v přírodě i výlety (Praha), najdeme tu životní bilanci i reflexe tvůrčích setkání a vše tlumočí volný verš v samozřejmé službě myšlence a obrazu.
V roce 200. výročí narození Boženy Němcové vydává sbírku Zrcadlo paní Bety, ne náhodou evokující název sbírky Jaroslava Seiferta Vějíř Boženy Němcové z roku 1940. Klíčem k dešifraci nálady básní je odkaz na poému Františka Hrubína Jobova noc.
V roce 2020 vydala básně Na vlnách moře.
Zatím poslední je sbírka Na čtyřech strunách (2024).

### Překlady
Neodmyslitelnou součástí básnické tvorby V. Kopecké jsou její básnické překlady, z valné části z polštiny, vzniklé v rámci jejích česko-polských kulturních aktivit, zejména pak broumovských Dnů poezie.
V roce 2008 vydala Agentura pro rozvoj Broumovska v její redakci a překladu z polštiny verše Kazimierze Burnata Za obzor a jí redigovanou a ilustrovanou sbírku Zatoulaná píseň, překlad polských básní, které napsal vietnamský básník žijící v Polsku Lâm Quang My.
Jako součást mikroprojektu „Sousedská setkávání 2009“ v roce 2009 vydalo Město Broumov její dva překlady polských autorů, Nade mnou hluboké nebe (Antoni Matuszkiewicz) a Básně sibiřské a zakázané (Andrzej Grabowski) a finančně spolu s Euroregionem Glacensis finančně podpořilo zrcadlová česko-polská vydání Básničky v zrcadle Wiersze v lustrze a Desetkrát vzlétl Pegas nad Broumovem, to vše v rámci 10. Dnů poezie v Broumově.
Sborník redigovaný V. Kopeckou Básničky v zrcadle Wiersze v lustrze představuje 10 autorů českých a 8 polských. Z polštiny do češtiny překládala V. Kopecká, z češtiny do polštiny Antoni Matuszkiewicz. Tatáž spolupráce proběhla i při sestavování sborníku Desetkrát vzlétl Pegas nad Broumovem, také redigovaného V. Kopeckou. Vedle výběru z děl jednotlivých účastníků 10 broumovských básnických setkání jsou tu i jejich medailonky.
Sborníky ze Dnů poezie v Broumově vydává i nákladem vlastním. Z XVIII. Dnů poezie (Broumov 2017) vzešel sborník veršů českých a polských autorů Našlapování v podzimním listí.
V. Kopecká vydala i překladové publikace nákladem vlastním. Z polštiny přeložila Mlhovinu osudu Anny Zalewské, z ruštiny pak sbírku Holubí hejno nad Petrohradem (2010) Jekatěriny Poljanské, z polštiny sborník básní polských autorů Pátý rozměr. Listování verši mých přátel (2012), z ruštiny sbírku Podzimní horizont Sergeje Šelkového (2017), z polštiny sbírku Krystyny Leśniewské-Pasionek Sám pramen a Antoniho Matuszkiewicze Básně o zemi a nebi.
V roce 2017 vyšly dvě dvojjazyčné sbírky Věry Kopecké (Ozvěny v Sovích horách. Echa z Gór sowich) a Antoniho Matuszkiewicze (Pod Wielką Sową. Pod Velkou Sovou) v jednom svazku, které si autoři vzájemně přeložili.
V nastoupené tradici vydávání kolektivních sbírek básní českých a polských básníků v zrcadlových překladech pokračují tři tituly. Poutníci krajinami poezie Pątnicy w krajinach poezji (2014) jsou reprezentativním přehledem z dílen Dnů poezie v Broumově 2012 a 2013 spolu se souborem fotografií z tamního setkání malířů a básníků. Antologie polsko-českého příhraničí Od Nysy k Nise vedle básní přináší i medailony autorů, stejně jako sborník Cesta do posvátného háje Droga do Świętego Gaju.
K dvacátému výročí Dnů poezie v Broumově byla V. Kopeckou a A. Matuszkiewiczem vydána antologie Pegas nad Broumovem (2020) z prací účastníků v letech 2010 až 2019. Každému z 55 literátů, převážně českých, slovenských a polských, ale i z Vietnamu, Ruska, Ukrajiny, Bulharska, Litvy a Řecka, byl poskytnut prostor přibližně 12 básní, které vyšly v českém, slovenském a polském jazyce. Přitom byly pořádány semináře a kulturní akce v Broumově, besedy a recitační vystoupení v přilehlých místech v Čechách a Polsku, ale i v Praze a Hradci Králové.